# 생리학
생리학(生理學, 영어: physiology)은 생물체의 "기능"을 연구하는 과학의 한 분야이다. 생리학의 연구 주제는 살아있는 생체 내에 존재하는 개체, 기관, 세포, 생화학 분자들의 화학적 또는 물리적 기능이다. 전 세계적으로 생리학에 크게 이바지한 공로가 있는 사람에게는 스웨덴 왕립 과학 아카데미에서 1901년부터 매년 노벨 생리학·의학상을 수상하고 있다.

## 역사
생리학은 해부 연구와 함께 고대 인도 및 이집트 문명으로 거슬러 올라가지만 절개나 생체 해부를 활용하지는 않았다.
의학 분야로서 인체에 대한 생리학의 연구는 적어도 기원전 420년 의학의 아버지로 불리는 히포크라테스의 시대로 거슬러 올라간다.

## 인체생리학
인체 생리학은 건강한 상태의 사람, 혹은 그러한 사람을 구성하는 기관이나 세포의 기계적, 생리적, 생화학적 기능에 대해 연구하는 과학의 한 분야이다. 생리학에서는 주로 생물을 기관과 기관계 수준에서 접근하는 것이 일반적이다. 인체 생리학의 상당 부분은 동물 실험을 통해 밝혀졌다. 생리학은 해부학과도 밀접한 관련이 있다. 해부학이 생물체의 형태에 관해 연구하는 것이라면, 생리학은 생물체의 기능에 대해 연구하는 것이다. 형태와 기능은 서로 밀접하게 연관되어 있기 때문에, 생리학과 해부학은 밀접하게 연관되어 있다. 그래서 의대 과정에서는 생리학과 해부학을 동시에 나란히 배운다.
정상인 생명체의 기능을 연구하는 분야가 생리학이며, 병적인 상태의 기능을 연구하는 분야는 병리학이라고 한다.

## 같이 보기
- 해부학
- 비교생리학
- 환경생리학
- 진화생리학
- 인체생리학
- 생리체학
- 응용생리학
- 운동생리학
- 병태생리학(영어판)